# Torres del Río
Torres del Río är en kommun i Spanien.   Den ligger i provinsen Provincia de Navarra och regionen Navarra, i den nordöstra delen av landet, 260 km nordost om huvudstaden Madrid. Antalet invånare är 144. Arean är 12,8 kvadratkilometer.
Terrängen i Torres del Río är huvudsakligen platt.